# John de Lancie
Para su padre, el oboísta estadounidense, véase John de Lancie (oboísta).
John Sherwood de Lancie, Jr. (Filadelfia, Pensilvania; 20 de marzo de 1948) es un actor estadounidense que ha trabajado en el teatro, el cine y la televisión, como actor y narrador. Entre la gran cantidad de actuaciones para la televisión, una de sus más recordadas es el personaje Q de Star Trek: The Next Generation y otras de la misma saga.
Ha sido la voz de Discord un personaje de My Little Pony: Friendship is Magic.
También ha actuado en varios audiodramas basados en historias clásicas de ciencia ficción, producidos por Alien Voices, una empresa que fundó junto al actor Leonard Nimoy.

## Vida personal
de Lancie nació en Filadelfia, Pensilvania, hijo de Andrea y John de Lancie, que fue oboísta principal de la Orquesta de Filadelfia desde 1954 hasta 1977. Con Marnie Mosiman tiene un hijo llamado John Keegan de Lancie (nacido el 31 de octubre de 1984).

## Trabajos

### Star Trek
de Lancie interpretó a Q, un personaje recurrente en varias de las franquicias de Star Trek. Q es uno de los pocos personajes que aparecen en varios shows de la franquicia de Star Trek: en ocho episodios de Star Trek: The Next Generation, en un episodio de Star Trek: Deep Space Nine y en tres episodios de Star Trek: Voyager. El hijo de Lancie, Keegan de Lancie, apareció con su padre como el hijo de Q en el episodio de Star Trek: Voyager "Q2".

### Otros papeles
Además de sus papeles en Star Trek, de Lancie apareció en muchos otros programas de televisión. Interpretó a uno de los personajes más populares de la serie Days of Our Lives, Eugene, que un día fue al sótano y nunca se lo volvió a ver. También coprotagonizó en la creación de la leyenda de Star Trek con el escritor Michael Piller, y tuvo papeles recurrentes en Stargate SG-1 como agente del NID. Ha aparecido como el Dr. Deroy en tres telefilms basados en la serie Emergency!, y también ha sido estrella invitada en series de televisión como Breaking Bad, The West Wing, Charmed, Andrómeda, The Unit, Law & Order: LA, Torchwood: Miracle Day, Touched by an Angel, Mission: Impossible, y Special Unit 2.
De Lancie también ha prestado su voz en series como Duck Dodgers, My Little Pony: Friendship is Magic, Max Steel, The Angry Beavers, e Invasor Zim.

### Películas
Su carrera cinematográfica incluye títulos como The Hand that Rocks the Cradle, Get Smart, Again!, The Fisher King, Bad Influence, The Onion Field, Taking Care of Business, Fearless, Arcade, Multiplicity, Woman on Top, Nicolas, Good Advice, Patient 14, The Big Time, Teenius, Pathology, Evolver', Reign Over Me, My Apocalypse, y You Lucky Dog.

## Filmografía
| Año  | Título                                                         | Papel                                    | Notas              |
| ---- | -------------------------------------------------------------- | ---------------------------------------- | ------------------ |
| 1979 | The Onion Field                                                | Teniente de la policía de Los Ángeles #2 |                    |
| 1990 | Bad Influence                                                  | Howard                                   |                    |
| 1990 | Taking Care of Business                                        | Ted Bradford Jr.                         |                    |
| 1991 | The Fisher King                                                | Ejecutivo de televisión                  |                    |
| 1992 | The Hand That Rocks the Cradle                                 | Dr. Victor Mott                          |                    |
| 1993 | Arcade                                                         | Difford                                  |                    |
| 1993 | Fearless                                                       | Jeff Gordon                              |                    |
| 1995 | Evolver                                                        | Russell Bennett                          |                    |
| 1996 | Multiplicity                                                   | Ted                                      |                    |
| 1997 | Trekkies                                                       | Él mismo                                 |                    |
| 1998 | Saving Private Ryan                                            | Lector de cartas                         | voz, sin acreditar |
| 1998 | You Lucky Dog                                                  |                                          |                    |
| 1999 | Final Run                                                      | George Bouchard                          |                    |
| 2000 | Woman on Top                                                   | Alex Reeves                              |                    |
| 2001 | Nicolas                                                        | Dr. Fisher                               |                    |
| 2001 | Good Advice                                                    | Ted                                      |                    |
| 2002 | The Big Time                                                   |                                          |                    |
| 2007 | Reign Over Me                                                  | Nigel Pennington                         |                    |
| 2007 | Teenius                                                        | Principal Senseman                       |                    |
| 2008 | Quality Time                                                   | Nathan Eastman                           |                    |
| 2008 | Pathology                                                      | Dr. Quentin Morris                       |                    |
| 2009 | Crank: High Voltage                                            | Fish Halman                              |                    |
| 2009 | Gamer                                                          | Chief of Staff                           |                    |
| 2013 | Bronies: The Extremely Unexpected Adult Fans of My Little Pony | Él mismo                                 | Coproductor        |

## Televisión
| Año        | Serie                                  | Papel                                    | Notas |
| ---------- | -------------------------------------- | ---------------------------------------- | --- |
| 1977 –1978 | The Six Million Dollar Man             | varios                                   | Incl. Episodio "Death Probe" |
| 1978 –1979 | Emergency!                             | Dr. Deroy                                | |
| 1979       | Battlestar Galactica                   | Oficial                                  | Episodio "Experiment in Terra" |
| 1981       | Nero Wolfe                             | Tom Irwin                                | Episodio "Might as Well Be Dead" |
| 1982–1986  | Days of our Lives                      | Eugene Bradford                          | |
| 1983       | The Thorn Birds                        | Alastair MacQueen                        | miniserie |
| 1986       | The New Twilight Zone                  | The Dispatcher                           | segment "Dead Run" |
| 1986       | MacGyver                               | Brian Ashford                            | Episodio "The Escape" |
| 1986       | Murder, She Wrote                      | Binky Holborn                            | Episodio: "If the Frame Fits" |
| 1987–1994  | Star Trek: The Next Generation         | Q                                        | «Encuentro en Farpoint», "Hide and Q", "Q Who", "Deja Q", "Qpid", "True Q", "Tapestry" and "All Good Things..." |
| 1988       | Mission: Impossible                    | Matthew Drake                            | Episodio "The Killer" |
| 1989       | Get Smart, Again!                      | Mayor Preston Waterhouse                 | no acreditado |
| 1989       | The Nutt House                         | Norman Shrike                            | Episodio: "Piloto" |
| 1991       | L.A. Law                               | Mark Chelios                             | Episodio "The Beverly Hill Hangers" |
| 1992       | Civil Wars                             |                                          | |
| 1993       | Star Trek: Deep Space Nine             | Q                                        | "Q-Less" |
| 1993       | Batman: The Animated Series            | Eagleton                                 | |
| 1994       | Without Warning                        | Reportero                                | |
| 1995       | Legend                                 | Janos Bartok                             | |
| 1996       | Picket Fences                          | Fiscal del distrito                      | Episodio "Three Weddings and a Meltdown" |
| 1996       | Touched by an Angel                    | Justinian Jones                          | Episodio: "Jones vs. God" |
| 1996 –2001 | Star Trek: Voyager                     | Q                                        | "Death Wish", "The Q and the Grey" and "Q2" |
| 1999       | The Real Adventures of Jonny Quest     | Dr. Quest                                | |
| 2000       | The Angry Beavers                      | The Yak in the Sack                      | Episodio: "Yak in the Sack Gets Thwacked" |
| 2000       | The West Wing                          | Al Kiefer                                | |
| 2000       | Sports Night                           | Bert Stors                               | Episodio "April is the Cruelest Month" |
| 2001       | Special Unit 2                         | King of the Links                        | Episodio "The Eve" |
| 2001       | The Practice                           | Walter Bannish                           | |
| 2001       | Dan Dare: Pilot of the Future          | Gerard Hamilton                          | Episodio "The Surrender of Earth" |
| 2001 –2002 | Stargate SG-1                          | Coronel Frank Simmons / Goa'uld          | Temporadas 5–6 (5 episodios) |
| 2001 –2002 | Andromeda                              | Sid Barry / Sam Profitt                  | Episodios "The Pearls That Was His Eyes" and "Cui Bono" |
| 2003       | Judging Amy                            | Dr. Eagan                                | Episodio "Picture of Perfect" |
| 2003       | Duck Dodgers                           | Sinestro                                 | Episodio "The Green Loontern" |
| 2004 –2005 | Charmed                                | Odin                                     | |
| 2005       | The Closer                             | Dr. Dawson                               | Episodio "Flashpoint |
| 2005       | Invasor Zim                            | Agente con la cabeza separada del cuerpo | Episodio "Zim Eats Waffles" |
| 2009       | Greek                                  | Él mismo                                 | Episodio "The Dork Knight" |
| 2009 –2010 | Breaking Bad                           | Donald Margolis                          | Episodios: "Over", "Phoenix", "ABQ", & "No Más" |
| 2011       | Law & Order: LA                        | Juez Avery Staynor                       | Episodio "Carthay Circle" |
| 2011       | Franklin & Bash                        | Gallen                                   | Episodio "Bachelor Party" |
| 2011       | Torchwood: Miracle Day                 | Agente Allen Shapiro                     | |
| 2011       | Young Justice                          | Mister Twister                           | Episodio: "Welcome to Happy Harbor" |
| 2011-      | My Little Pony: La Magia de la Amistad | Discord                                  | Episodios: "The Return of Harmony" 1ª y 2ª parte, "Keep Calm & Flutter On", "Princess Twilight Sparkle" 1ª y 2ª parte, "Three's a Crowd", "Twilight's Kingdom" 1ª y 2ª parte, "Make New Friends But Keep Discord", "What about Discord?", "Dungeons and Discords" & "To Where and Back Again" 1ª y 2ª parte. |
| 2012       | NTSF: SD: SUV::                        | Leonardo da Vinci                        | Episodio "Time Angels" |
| 2012       | The Secret Circle                      | Royce Armstrong                          | Episodio "Crystal" |
| 2014       | The Mentalist                          | Edward Feinberg                          | Episodio "Silver Wings of Times" |
| 2022       | Star Trek: Picard                      | Q                                        | Episodio "The Stargazer" |

## Escritor
de Lancie coescribió la novela de Star Trek I, Q con Peter David, así como coescribir la novela Soldado de Luz con Tom Cool. Fue el escritor de la historia del cómic DC "The Gift."